# ハーンの分解定理
数学におけるハーンの分解定理（ハーンのぶんかいていり、英: Hahn decomposition theorem）とは、オーストリアの数学者であるハンス・ハーンの名にちなむ定理で、可測空間 (X, Σ) およびその σ-代数 Σ 上で定義される符号付測度 μ が与えられたとき、次を満たすような二つの可測集合 P および N が Σ 内に存在するということを述べたものである：
1. P ∪ N = X および P ∩ N = ∅.
2. E ⊆ P を満たすような Σ 内の各 E に対して μ(E) ≥ 0 が成り立つ。すなわち、P は μ に対する正集合（英語版）である。
3. E ⊆ N を満たすような Σ 内の各 E に対して μ(E) ≤ 0 が成り立つ。すなわち、N は μ に対する負集合である。

このような分解は本質的に一意である。すなわち、上の三つの条件を満たすような他の任意の可測集合のペア (P′, N′) に対して、対称差 P Δ P′ および N Δ N′ は、そのすべての可測な部分集合が測度 0 であるという強い意味において、μ-零集合である。そのようなペア (P, N) は、符号付測度 μ のハーン分解（Hahn decomposition）と呼ばれる。

## ジョルダン測度分解
ハーンの分解定理の一つの帰結として、すべての符号付測度 μ には、ある二つの正の測度 μ+ および μ– の差 μ = μ+ − μ– で表せるような分解が唯一つ存在するというジョルダンの分解定理（Jordan decomposition theorem）が存在する。ここで、そのような二つの測度 μ+ および μ– のいずれか一つは有限であり、E ⊆ N ならば μ+(E) = 0、E ⊆ P ならば μ−(E) = 0 が任意の μ のハーン分解 (P, N) に対して成り立つ。μ+ および μ– はそれぞれ、μ の正の部分（positive part）および負の部分（negative part）と呼ばれる。そのようなペア (μ+, μ–) は、μ のジョルダン分解（Jordan decomposition）と呼ばれる（あるいはしばしば、ハーン＝ジョルダン分解と呼ばれる）。そのような二つの測度は、次のように定義することが出来る。
{\displaystyle \mu ^{+}(E):=\mu (E\cap P)\,}
および
{\displaystyle \mu ^{-}(E):=-\mu (E\cap N).\,}
ただし E は Σ 内の任意の集合で、(P, N) は μ の任意のハーン分解である。
ハーン分解は「本質的に」一意であるに過ぎなかったが、ジョルダン分解は一意であることに注意されたい。
ジョルダン分解には次のような系が存在する：ある有限符号付測度 μ のジョルダン分解 (μ+, μ−) が与えられた時、Σ 内の任意の E に対して
{\displaystyle \mu ^{+}(E)=\sup _{B\in \Sigma ,B\subset E}\mu (B)}
および
{\displaystyle \mu ^{-}(E)=-\inf _{B\in \Sigma ,B\subset E}\mu (B)}
が成立する。また、有限な非負測度のペア (ν+, ν–) に対して μ = ν+ − ν– であるなら、
{\displaystyle \nu ^{+}\geq \mu ^{+}{\text{ and }}\nu ^{-}\geq \mu ^{-}}
が成立する。この最後の式は、ジョルダン分解が μ のある非負の測度の差への「極小」分解であることを意味する。これはジョルダン分解の「極小性」（minimality property）と呼ばれる。
ジョルダン分解の証明： ジョルダン測度分解の存在、一意性および極小性に関する初等的な証明については、Fischer (2012) を参照されたい。

## ハーンの分解定理の証明
準備： μ は −∞ の値を取らないものと仮定する（そのような値を取る場合は、−μ について考えることとする）。上述のように、Σ 内のある集合 A が負集合であるとは、そのすべての Σ 内の部分集合 B に対して μ(B) ≤ 0 が成立することを言う。
主張： Σ 内のある集合 D に対して μ(D) ≤ 0 が成立すると仮定する。このとき、μ(A) ≤ μ(D) を満たすようなある負集合 A ⊆ D が存在する。
主張の証明： A0 = D とする。帰納的に、自然数 n に対してある集合 An ⊆ D が構成されているものとする。今、
{\displaystyle t_{n}=\sup\{\mu (B):B\in \Sigma ,\,B\subset A_{n}\}}
は、An 内のすべての可測部分集合 B についての μ(B) の上限を表す。この上限は先験的に無限大であることもあり得る。tn の定義において、空集合 ∅ も B であり得るため、μ(∅) = 0 であることから、tn ≥ 0 が従う。tn の定義より、次を満たすような Bn ⊆ An が Σ 内に存在する：
{\displaystyle \mu (B_{n})\geq \min\{1,t_{n}/2\}.}
今 An+1 = An ＼ Bn とする。また
{\displaystyle A=D\setminus \bigcup _{n=0}^{\infty }B_{n}}
を定める。集合 (Bn)n≥0 は互いに素な D の部分集合であるため、符号付測度 μ のσ-加法性より
{\displaystyle \mu (A)=\mu (D)-\sum _{n=0}^{\infty }\mu (B_{n})\leq \mu (D)-\sum _{n=0}^{\infty }\min\{1,t_{n}/2\}}
が従う。この不等式より μ(A) ≤ μ(D) が従う。今 A は負集合ではないと仮定する。すると Σ に属する A の部分集合 B で μ(B) > 0 を満たすようなものが存在する。このとき、すべての n に対して tn ≥ μ(B) が成立するため、右辺の級数は +∞ へと発散するが、これは μ(A) = –∞ を意味し、はじめの μ の定め方に矛盾する。したがって、A は負集合でなくてはならない。
分解の構成： N0 = ∅ とする。帰納的に Nn が与えられたとし、次を定義する。
{\displaystyle s_{n}:=\inf\{\mu (D):D\in \Sigma ,\,D\subset X\setminus N_{n}\}.}
これは X \ Nn 内のすべての可測な部分集合 D についての μ(D) の下限である。この下限は先験的に –∞ となることもあり得る。D は空集合であることもあり、μ(∅) = 0 であるため、sn ≤ 0 となる。したがって Σ に属する Dn で、Dn ⊆ X ＼ Nn および
{\displaystyle \mu (D_{n})\leq \max\{s_{n}/2,-1\}\leq 0}
を満たすようなものが存在する。上述の主張より、μ(An) ≤ μ(Dn) を満たすようなある負集合 An ⊆ Dn が存在する。Nn+1 = Nn ∪ An を定める。また
{\displaystyle N=\bigcup _{n=0}^{\infty }A_{n}}
とする。集合 (An)n≥0 は互いに素であるため、μ の σ-加法性より、Σ に属するすべての B ⊆ N に対して
{\displaystyle \mu (B)=\sum _{n=0}^{\infty }\mu (B\cap A_{n})}
が成立する。特にこのことは、N が負集合であることを意味する。今 P = X ＼ N を定義する。もし P が正集合でないのなら、Σ に属するある D ⊆ P に対して μ(D) < 0 が成立する。このとき、すべての n に対して sn ≤ μ(D) が成立することから、
{\displaystyle \mu (N)=\sum _{n=0}^{\infty }\mu (A_{n})\leq \sum _{n=0}^{\infty }\max\{s_{n}/2,-1\}=-\infty }
となるが、これは μ の定め方に矛盾する。したがって、P は正集合である。
一意性の証明：
{\displaystyle (N',P')} を {\displaystyle X} の他のハーン分解とする。このとき {\displaystyle P\cap N'} は正集合でもあり、負集合でもある。したがって、この集合に含まれるすべての可測な部分集合の測度は 0 である。同様のことが {\displaystyle N\cap P'} に対しても成り立つ。今
{\displaystyle P\,\triangle \,P'=N\,\triangle \,N'=(P\cap N')\cup (N\cap P')}
であることから、証明は完成される。Q.E.D.